# 128036 Rafaelnadal
A 128036 Rafaelnadal (ideiglenes jelöléssel 2003 KM18) a Naprendszer kisbolygóövében található aszteroida. Mallorcán fedezték fel 2003. május 28-án.
Nevét Rafael Nadal, többszörös Grand Slam-győztes spanyol teniszező után kapta.